# 卢卡·别鲁拉瓦
卢卡·别鲁拉瓦（2002年11月27日—），格鲁吉亚男子花样滑冰运动员，2020年冬季青年奥运会双人滑铜牌得主、2022年世界青年花样滑冰锦标赛双人滑金牌得主、2024年欧洲花样滑冰锦标赛双人滑银牌得主。